# Rungia mastersii
Rungia mastersii är en akantusväxtart som beskrevs av T Anders.. Rungia mastersii ingår i släktet Rungia och familjen akantusväxter. Inga underarter finns listade i Catalogue of Life.